# 庫爾加尼 (奧斯特羅赫區)
50°23′37″N 26°32′29″E / 50.39361°N 26.54139°E
庫爾加尼（烏克蘭語：Кургани），是烏克蘭西北部的村莊，隸屬里夫內州的里夫內區。該村始建於1525年，面積1.38平方公里，海拔高度188米，2001年人口377，人口密度每平方公里273人。